# Imilchil
Imilchil är en ort i Marocko.   Den ligger i provinsen Midelt och regionen Drâa-Tafilalet, 240 km sydost om huvudstaden Rabat.